# Concessione internazionale di Shanghai
La Concessione internazionale di Shangai (in cinese: 上海公共租界S,  Shànghǎi Gōnggòng ZūjièP) fu un'area a controllo internazionale, creata nel 1863 a seguito dell'unione delle precedenti concessioni inglesi e americane a cui si unirono successivamente altri stati. La creazione di questa concessione è avvenuta durante il cosiddetto periodo dei trattati ineguali.
Gli insediamenti sono stati stabiliti in seguito alla sconfitta dell'esercito Qing dagli inglesi durante la Prima Guerra dell'Oppio (1839-1842). Secondo i termini del trattato di Nanchino, cinque porti tra cui Shanghai venivano aperti ai mercanti stranieri, ribaltando il monopolio detenuto al tempo dal solo porto di Canton (Guangzhou). Il governo britannico inoltre ottenne la realizzazione di una base strategica nei pressi di Hong Kong mediante un contratto di concessione estremamente favorevole.
A differenza delle colonie di Hong Kong e Weihaiwei, che erano a tutti gli effetti territori britannici, le concessioni straniere di Shanghai dovevano originariamente rimanere territorio sovrano cinese. Tuttavia, durante la rivolta della Small Swords Society tra il 1853-1855, il governo Qing rinunciò alla propria sovranità sulle concessioni, cedendola alle potenze straniere in cambio del loro sostegno per sopprimere la ribellione. Nel 1854, Gran Bretagna, Stati Uniti d'America e Francia, intestatari delle prime concessioni nell'area, proposero la creazione del primo Consiglio municipale della città di Shanghai, principalmente allo scopo di servire i propri interessi nella città.

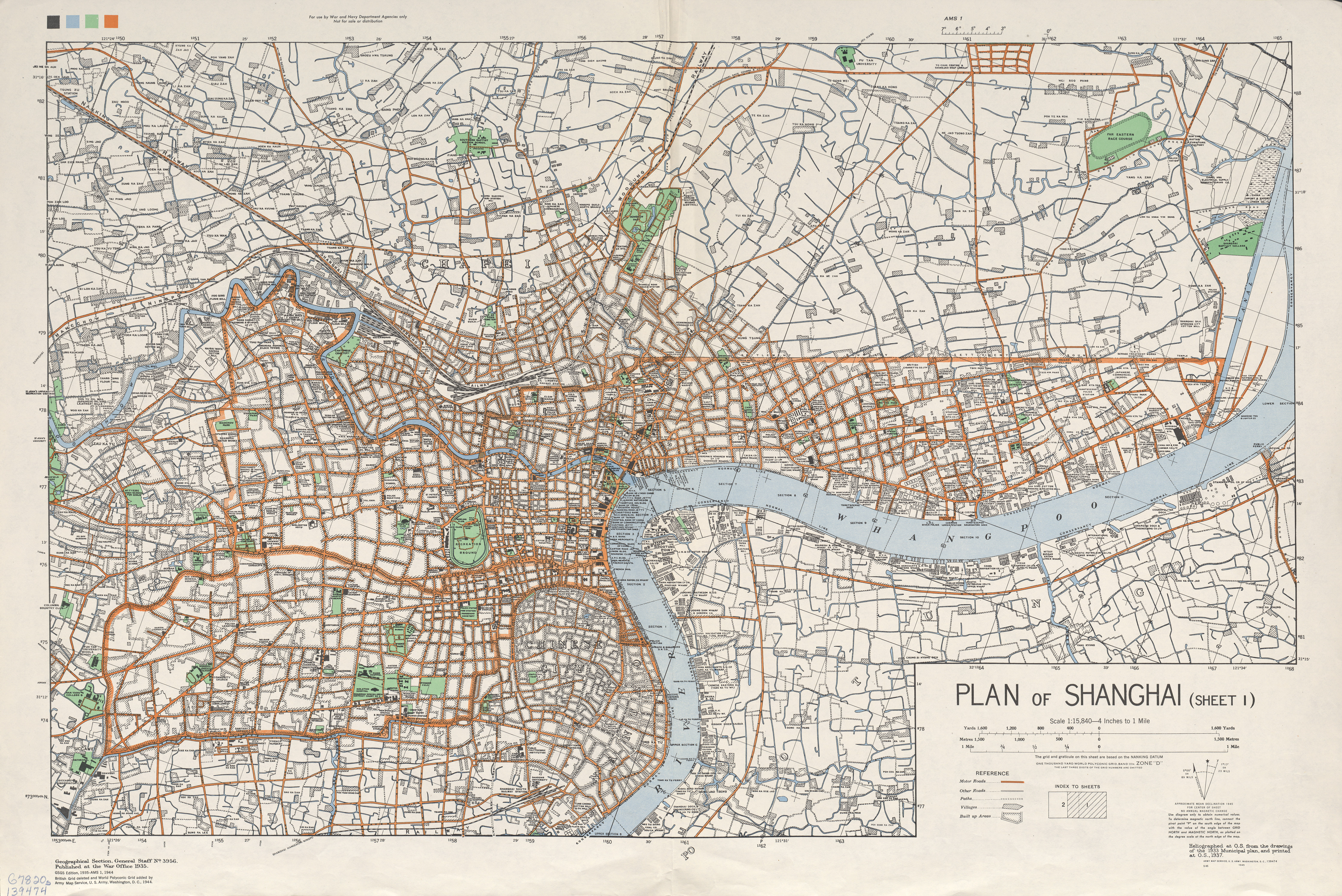
Mappa della concessione nel 1935

Dopo alcune divergenze all'interno del consiglio, nel 1862 la Francia decise di abbandonarlo e di amministrare autonomamente la propria concessione. A seguito dell'uscita della Francia dal consiglio cittadino l'anno successivo gli inglesi e gli americani decisero di unire le proprie concessioni, creando così il "Shanghai International Settlement". A seguito di tale unione e con la crescente ingerenza delle potenze straniere sulla Cina mediante stipulazione di nuovi accordi commerciali, entrarono a far parte della Concessione Internazionale anche altre potenze straniere, tra cui: Italia, Russia, Portogallo, Olanda, Svezia e Danimarca.
Dopo l'attacco giapponese alla base navale statunitense di Pearl Harbor, il 7 dicembre 1941, il Giappone decise di attaccare la Concessione internazionale di Shanghai, la quale non era ancora stata occupata dopo la seconda guerra sino-giapponese del 1937. Durante l'occupazione giapponese la città divenne una zona isolata dal conflitto, accogliendo circa 400.000 rifugiati cinesi, e venne anche affidata allo stato fantoccio della Repubblica di Nanchino, che la trattò come capitale de facto.  Alla fine della seconda guerra mondiale, la Concessione venne soppressa a favore della Repubblica di Cina, per poi essere occupata dalle forze comuniste il 27 maggio del 1949.